# Hoàng hậu Masako
Hoàng hậu Masako (皇后 雅子 (Hoàng hậu Nhã Tử) Kōgō Masako, sinh ngày 9 tháng 12 năm 1963) là vợ của Thiên hoàng Naruhito, Hoàng hậu của Nhật Bản trong Thời kỳ Lệnh Hòa. Bà trở thành thành viên của Hoàng gia Nhật Bản thông qua cuộc hôn nhân với Thiên hoàng Naruhito.

## Tiểu sử

### Thời niên thiếu
Owada Masako (小和田 雅子 (Tiểu Hòa Điền Nhã Tử)) sinh ra tại bệnh viện Toranomon ở Toranomon, Minato, Tokyo, Nhật Bản. Masako là con gái lớn của ông Owada Hisashi, thẩm phán Toà án quốc tế, cựu quan chức của Bộ Ngoại giao Nhật Bản và bà Egashira Yumiko, từng làm thư ký Tổng giám đốc hãng hàng không Air France Far East trước khi kết hôn. Sau khi chào đời, Masako cùng gia đình cư trú tại khu Sakurajōsui, Setagaya, Tokyo thuộc Bộ Ngoại giao.
Masako trải qua những năm đầu đời tại Liên Xô và Thuỵ Sỹ từ khi mới 1 tuổi do yêu cầu công tác của cha. Năm 2 tuổi, bắt đầu đi học tại nhà trẻ ban ngày Detskiysad số 1127, Moskva, Liên Xô. Thời gian đầu Masako có khóc vì chưa quen ngôn ngữ và môi trường tập thể nhưng nhanh chóng tiếp thu tiếng Nga đồng thời giao tiếp với hai cô em gái song sinh bằng ngôn ngữ này, thậm chí ngủ mơ cũng nói tiếng Nga. Thời gian này, cả gia đình sống tại Kutuzovsky, Moskva, Liên Xô.
Từ tháng 5 năm 1968, theo gia đình sang Mỹ sinh sống tại đường Henry Hudson Parkway, Riverdale, New York. Tháng 9 cùng năm, khi 5 tuổi, vào học 1 năm ở trường mẫu giáo số 81 của thành phố New York. Trong 4 tháng đầu, Masako chưa thể giao tiếp với giáo viên và câu tiếng Anh đầu tiên nói được là "May I go to the bathroom ?". Tháng 9 năm 1969, cô vào học trường công số 81 Robert J. Christen School New York và bắt đầu học dương cầm.
Năm 1971 (khi 8 tuổi), gia đình trở về Nhật Bản, sau khi không trúng tuyển bài thi đầu vào của hai trường tiểu học, Masako vào lớp 1 trường tiểu học Meguro ở Meguro, Tokyo và chuyển sang lớp 2 trường tiểu học Tomihisa, Shinjuku vào tháng 5. Tháng 4 năm 1972, chuyển trường và tốt nghiệp tiểu học tại trường nữ sinh Công giáo Futaba (田園調布雙葉中学校), Denenchofu, Tokyo mà mẹ và bà ngoại từng học. Masako học tiếp cấp 2 và cấp 3 tại đây, tham gia thành lập và hoạt động trong câu lạc bộ bóng mềm.

### Du học
Tháng 7 năm 1979, gia đình Masako chuyển đến sống tại vùng ngoại ô Belmont của Boston, Massachusetts, Mỹ trong vòng 6 năm (cho đến tháng 6 năm 1985) nơi cha cô được mời làm giáo sư thỉnh giảng về luật quốc tế tại Trung tâm Quan hệ quốc tế thuộc Đại học Harvard.
Năm 1979, Masako theo học trường trung học Belmont trong 2 năm và là chủ tịch Hội Học sinh Danh dự Quốc gia Hoa Kỳ. Masako gia nhập câu lạc bộ toán, bóng mềm, tiếng Pháp và thắng một giải Goethe Society với bài thơ tiếng Đức. Masako thậm chí còn tham gia sản xuất chương trình truyền hình dài tập M*A*S*H.
Masako ghi danh vào khoa Kinh tế Quốc tế của Đại học Harvard/Radcliffe College năm 1981. Thời điểm tốt nghiệp trung học, cha cô nhận một thông báo ở Moskva, điều này quyết định rằng cô sẽ ở lại Boston để nhập học dưới sự giám hộ từ những người bạn của cha ở Harvard là Oliver và Barbara Oldman.
Thời gian học Harvard-Radcliffe, Masako trở thành chủ tịch Hội sinh viên Nhật Bản của trường, "trở thành những người bạn thân thiết với lãnh sự quán Nhật Bản khi đó tại Boston, đồng thời tình nguyện là một đại sứ văn hoá và ngoại giao tự chỉ định" trong bối cảnh căng thẳng thương mại Nhật Bản-Hoa Kỳ đang gia tăng. Masako có sở thích trượt tuyết và đi du lịch nước ngoài trong những kỳ nghỉ, sống cùng với một gia đình chủ nhà ở Pháp và học tập tại Viện Goethe. Masako cùng với Jeffrey Sachs cùng nhau nghiên cứu luận văn và nhận kết quả học vị Cử nhân ngành kinh tế hạng magna cum laude (loại giỏi) vào tháng 3 năm 1985.

## Hôn nhân

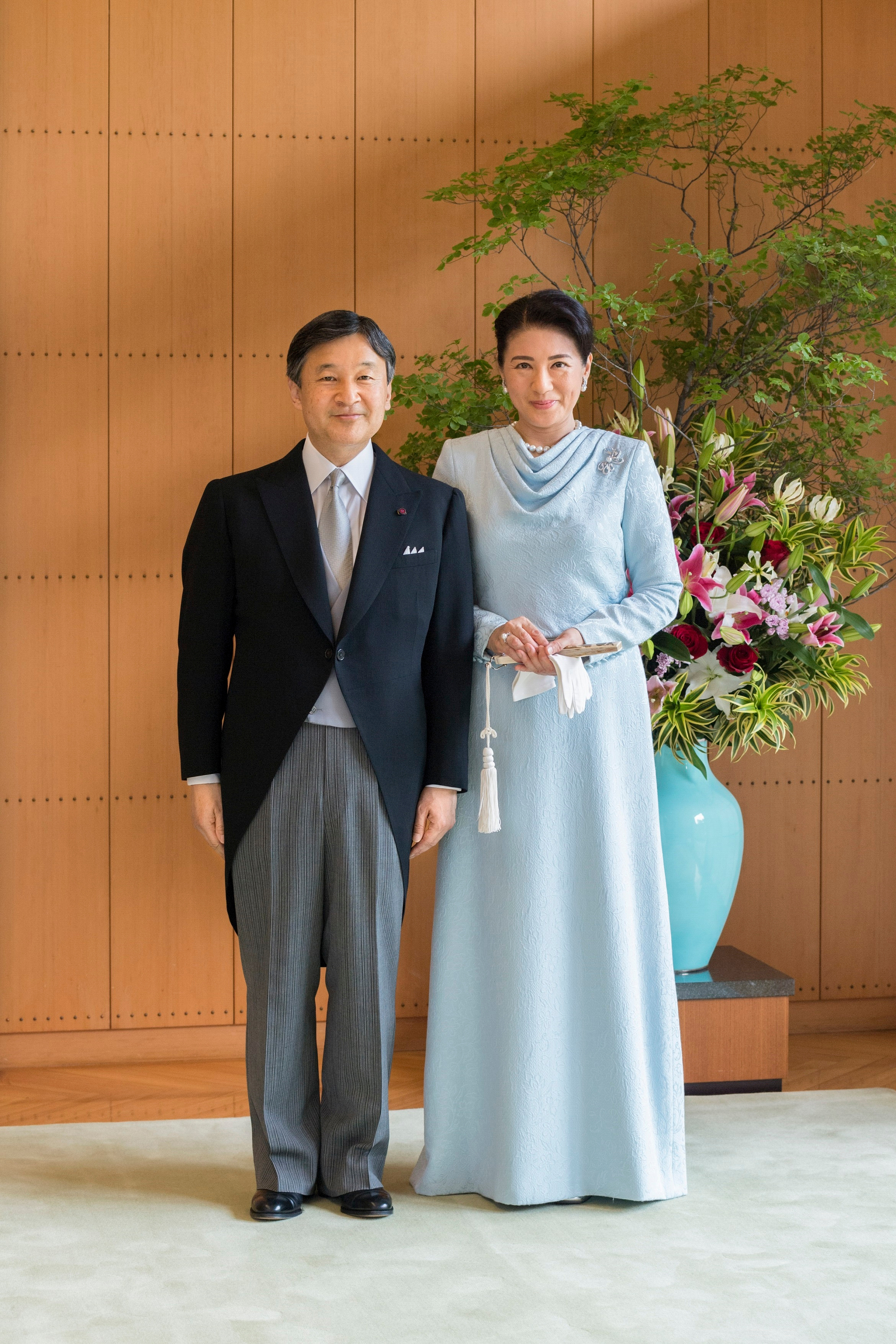
Thiên hoàng Naruhito và Hoàng hậu Masako

Bà gặp Hoàng Thái tử Naruhito khi đang học tại Tokyo vào năm 1986 và họ đã yêu nhau dù tên bà không nằm trong danh sách những ứng cử viên cô dâu hoàng tộc bởi ông nội bà đã bị dính líu vào vụ bê bối Minamata. Họ đã tổ chức đám cưới ngày 9 tháng 7 năm 1993.
Cuộc sống hoàng cung của bà không hạnh phúc do áp lực từ quy tắc cuộc sống cung đình và phải sinh hoàng nam (bà chỉ sinh được Nội thân vương Aiko). Từ tháng 12 năm 2003, bà đã không tiếp tục tham gia các hoạt động ngoại giao với tư cách là một thái tử phi dù thái tử luôn bênh vực và yêu thương vợ.
Bà trở thành Hoàng hậu vào ngày 1 tháng 5 năm 2019 sau khi cựu Thiên hoàng Akihito thoái vị và phu quân là Thiên hoàng Naruhito kế vị Ngai Vàng Hoa Cúc.

## Làm Hoàng hậu
Hoàng hậu Masako được đánh giá cao về sự thông minh, tài năng với gu thời trang tinh tế, đơn giản mà sang trọng, hài hoà. Từ khi làm Hoàng hậu, Masako tích cực cùng chồng tham gia các hoạt động, và cặp đôi hoàng gia luôn được dân chúng quý mến và chào đón tại bất cứ nơi đâu họ xuất hiện bởi sự thân thiện, gần gũi của họ. Báo chí và công chúng Nhật nhận định từ khi làm Hoàng hậu trông bà rạng rỡ và hạnh phúc hơn rất nhiều so với hồi còn là Thái tử phi.
Ngày 27 tháng 5 năm 2019, sau khi lên ngôi, Thiên Hoàng và Hoàng hậu đã có cuộc hội kiến với Tổng thống Donald Trump và mở quốc yến chiêu đãi họ. Vợ chồng Nhà vua sử dụng tiếng Anh lưu loát với vợ chồng Tổng thống Trump mà không cần phiên dịch, và giúp phiên dịch cho họ để trao đổi với các quan chức. Hoàng hậu Masako nổi bật trong buổi quốc yến, và công chúng Nhật ngạc nhiên khi thấy bà nói tiếng Anh trôi chảy, làm công chúng rất phấn khích, họ hy vọng bà có thể tận dụng sự nghiệp ngoại giao trong thời gian làm Hoàng hậu. Ông Trump là nguyên thủ quốc gia đầu tiên được vợ chồng Thiên Hoàng đón tiếp sau lễ đăng quang.
Ngày 26 tháng 12 năm 2019, bà cùng chồng đi thăm hai tỉnh Miyagi và Fukushima, những nơi bị thiệt hại bởi bão Hagibis.

Trong dịch COVID-19, tại các cuộc họp cùng chồng ở cung điện Asakasa với các quan chức thuộc nhiều lĩnh vực như y tế, giáo dục, ngân hàng, hai vợ chồng Hoàng hậu luôn lắng nghe họ nói một cách chăm chú và thường xuyên ghi chép lại, cũng như hỏi thăm họ về tình hình cụ thể của các lĩnh vực. Lưỡng bệ hạ cũng bày tỏ mong muốn đại dịch sẽ sớm kết thúc và mọi người sẽ cùng nhau nỗ lực để vượt qua những khó khăn do dịch bệnh mang lại.